# Quéguiner Matériaux
Quéguiner Matériaux est la filiale historique du Groupe Quéguiner, l'entreprise est spécialisée dans la distribution de matériaux de construction. Historiquement liée au béton, l'entreprise propose des matériaux de construction dédiés au neuf ou à la rénovation : du gros-œuvre au second-œuvre, de l’aménagement intérieur à l’extérieur en passant par les menuiseries. Il est dirigé depuis 2020 par Clément Quéguiner, petit-fils du fondateur Yves Quéguiner, il a succédé à son père Claude, qui dirigea le groupe de 1985 à 2020. 
L'entreprise se développe à l'Est de la Bretagne race à une succession d'acquisition au cours des années 2010. En septembre 2014, le rachat de l'entreprise Allaire Matériaux, présente à Saint-Nazaire et La Plaine-sur-Mer, a permis au Groupe de densifier son maillage en Loire-Atlantique, avant le renforcement de sa présence en Côtes d'Armor, à Pordic et Lézardrieux, grâce à l'acquisition des établissements Le Provost & fils en septembre dernier. Cette dernière acquisition a permis de reprendre deux centrales BPE et un site de production de produits béton.
Le 1er décembre 2015, le Groupe Quéguiner a fait l’acquisition de six fonds de commerce de la société Sanséau Matériaux, membre du groupement BigMat et présent en Finistère et Morbihan. Avec cette acquisition, le Groupe Quéguiner densifie son réseau en Bretagne-Sud, et devient le négoce indépendant le plus représenté sur le territoire breton. Les six agences sont situées à Guidel en Morbihan, Fouesnant, Trégunc, Moëlan-sur-Mer et Quimperlé, celle de Quimper affiche désormais la marque Leader Mat, autre enseigne du Groupe.
Le rachat en 2023 de la SMEG basée à Hennebont à permis de renforcer le pôle béton du groupe avec deux nouvelles centrales BPE et une usine de production, une agence de négoce vient compléter le réseau.
Une nouvelle agence est ouverte Dinan en septembre 2023.
En 2024 la société rachète deux des trois agences de Mortier Matériaux à Teillay et à La Mézière en Ille-et-Vilaine, et renforce ainsi son maillage à l'est de la Bretagne.
La société compte en 2025, 40 agences basées en Bretagne et Loire-Atlantique.
L'ouverture de deux nouvelles agences est prévue à Vitré pour début 2026 et Vertou en 2027.
En parallèle, Quéguiner Matériaux s’investit dans des partenariats régionaux avec le Stade Brestois 29, ainsi qu’avec le Festival des Vieilles Charrues, et le Festival du chant de marin de Paimpol.